# Caribou Marsh 29
Caribou Marsh 29 är ett reservat i Kanada.   Det ligger i provinsen Nova Scotia, i den östra delen av landet, 1 200 km öster om huvudstaden Ottawa. Caribou Marsh 29 ligger på ön Kap Bretonön. Det ligger vid sjön Joes Lake.
I omgivningarna runt Caribou Marsh 29 växer i huvudsak blandskog. Runt Caribou Marsh 29 är det ganska glesbefolkat, med 34 invånare per kvadratkilometer.